# Heinrich Albers-Schönberg
Heinrich Albers-Schönberg (1865 la Hamburg - 1921) a fost medic ginecolog și radiolog german. Este cunoscut pentru faptul de a fi utilizat în premieră razele X în medicină.